# Ignasi Cambra Díaz
Ignasi Cambra Díaz (Barcelona, 1989) es un pianista español ciego. El director de orquesta ruso Valeri Guérguiyev señaló que la musicalidad y técnica de Cámara resultan admirables pese a la dificultad de tener que estudiar las partituras en braille y aprender de oído, debido a su ceguera. Algo que no le impide interpretar obras de una tremenda complejidad.

## Biografía
Nacido en Barcelona, en el seno de una familia acomodada. Estudió en el Liceo Francés,  inició sus estudios de piano a los seis años en la Escuela de Música de Barcelona, de la mano de Maria Lluïsa Alegre y Albert Attenelle. Tras hacer el bachillerato científico, se matriculó en Esade y en Ingeniería Informática. Continuó sus estudios en Estados Unidos a los diecisiete años, gracias a una beca otorgada por la Universidad de Indiana Bloomington. En Indiana hizo cursos de verano y fue aceptado en la Jacobs School of Music de la Universidad de Indiana Bloomington, donde cursó el grado de piano y, al mismo tiempo, estudiaba administración de empresas en Kelly School. Posteriormente, estuvo becado por las Juventudes Musicales de Madrid (2010) y la Obra Social de la Caixa. Ha cursado el Programa Executive MBA del IESE.
Ganador de diversas competiciones como solista y músico de cámara. Desde el año 2011 forma parte del Toradze Piano Studio, continuando sus estudios con Alexander Toradze durante dos años. En 2014 realizó un máster en la Escuela Juilliard de Artes Escénicas de Nueva York. Ese mismo año estuvo como residente en La Pedrera y actuó en el Auditorio de Barcelona dentro de la temporada Ibercamera con Valeri Guérguiyev, quien la había seleccionado por sus cualidades interpretativas.
Desde 2015 participa con la pianista Maria João Pires, a la que había conocido cuando tenía diez años, dentro de su proyecto Partitura de promoción de jóvenes talentos musicales. El proyecto incluye la implicación de los participantes en sacar adelante un proyecto social. Cambra optó por mejorar la formación musical para niños ciegos en las escuelas, un tema que conoce por propia experiencia debido a su ceguera.
En marzo de 2016 dio un recital en el Palacio de la Música Catalana, y en noviembre dio recitales en San Petersburgo, invitado por Valeri Guérguiev, y en el Liceo de Barcelona. Actuó en la inauguración del nuevo edificio del IESE Business School en Madrid (13 de noviembre de 2021).
Ha sido nombrado Bösendorfer Artist junto al pianista Ambrosio Valero.